# Kościół św. Michała Archanioła w Ostrzeszowie
Kościół Świętego Michała Archanioła w Ostrzeszowie – rzymskokatolicki kościół klasztorny na terenie ostrzeszowskiej parafii Chrystusa Króla. Mieści się w Ostrzeszowie, w województwie wielkopolskim. Należy do dekanatu Ostrzeszów diecezji kaliskiej. Dawniej należał do Bernardynów, obecnie do nazaretanek.

## Historia

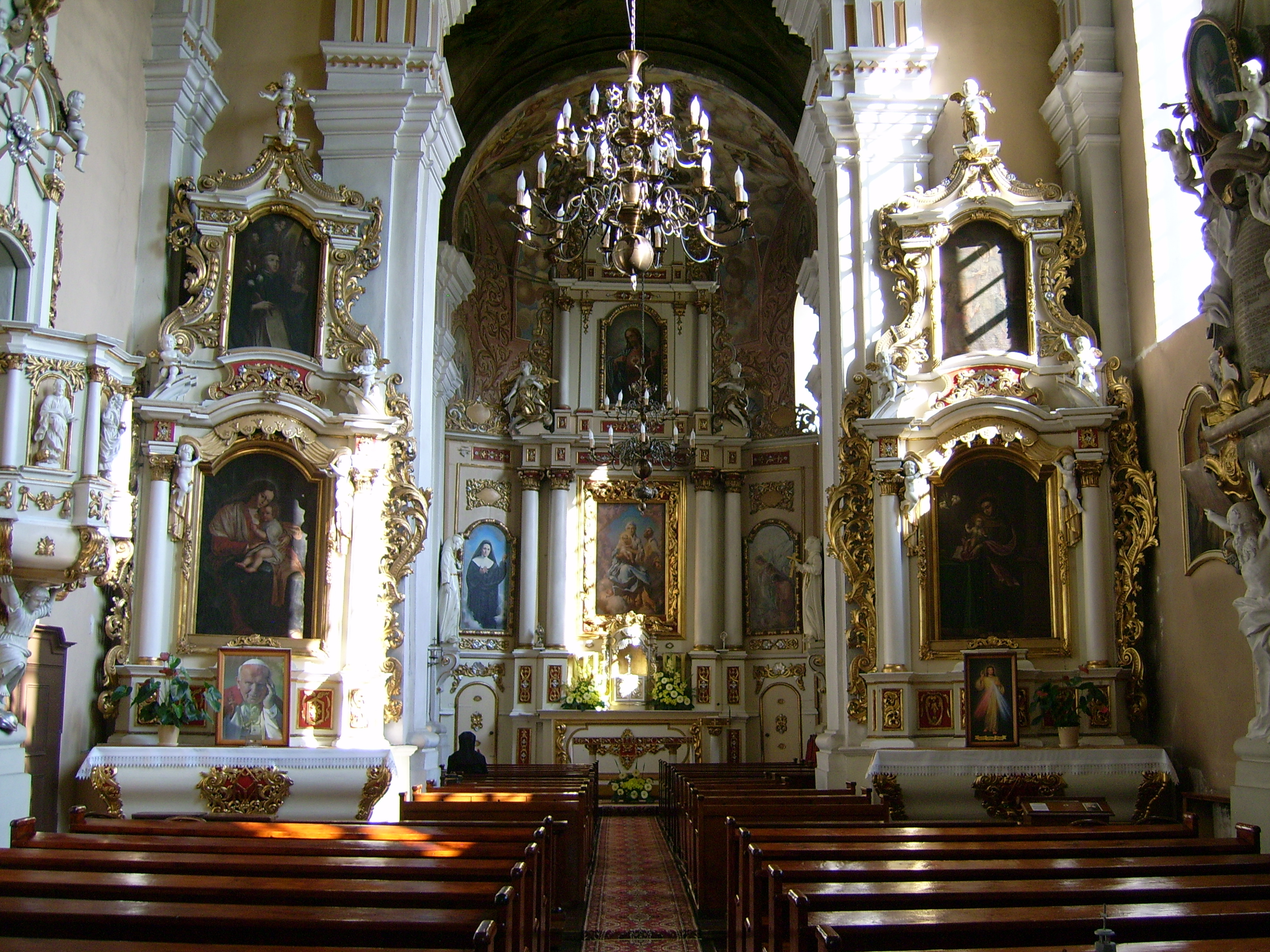
Wnętrze kościoła Św Michała

Świątynia została wybudowana w latach 1680-1740. Jest to budowla barokowa, jednonawowa z wydłużonym prezbiterium. We wnętrzu sklepienia kolebkowe oparte na gurtach z lunetami. Wyposażenie wnętrza w stylu barokowym z XVIII stulecia. Polichromia została wykonana przez A. I. Linkego w 1740 roku (odnowiona w 1946 roku). Wśród polichromii 23 herby szlachty ostrzeszowskiej - fundatorów świątyni. Na ścianie południowej nagrobek Jerzego Floriana Karsznickiego, stolnika wieluńskiego (zmarłego 1742) z bogatą dekoracją stiukową i portretem zmarłego. Po przeciwnej stronie epitafium Tomasza Karsznickiego (zmarłego 1709),jego żony Marianny z Uleskich i sześciu ich synów.

## Organy
Organy wybudował Alfred Führer w 1959 roku. Posiadają mechaniczną trakturę gry. Instrument został sprowadzony do Ostrzeszowa w 2012 z kościoła ewangelickiego w Worpswede przez Krzysztofa Grygowicza z Janówka.
Dyspozycja instrumentu:
| Manuał I         | Manuał II           | Pedał            |
| Hauptwerk        | Brustwerk           |                  |
| ---------------- | ------------------- | ---------------- |
| 1. Quintade 16’  | 1. Gedackt 8’       | 1. Subbaß 16’    |
| 2. Praeſtant 8’  | 2. Rohrflöte 4’     | 2. Oktav 8’      |
| 3. Hohlflöte 8’  | 3. Oktav 2’         | 3. Oktav 4’      |
| 4. Oktav 4’      | 4. Quinte 1 1/3’    | 4. Rauſchbaß 3f. |
| 5. Naſard 2 2/3’ | 5. Sesquialtera 2f. | 5. Fagott 16’    |
| 6. Spitzflöte 2’ | 6. Scharff 3f.      | 6. Trompete 8’   |
| 7. Mixtur 4–6 f. | 7. Regal 8’         |                  |
| 8. Trompete 8’   |                     |                  |